# Hradysk
Hradysk (ukrainisch Градизьк; russisch Градижск Gradischsk) ist eine Siedlung städtischen Typs im Süden der ukrainischen Oblast Poltawa mit etwa 6500 Einwohnern (2014).

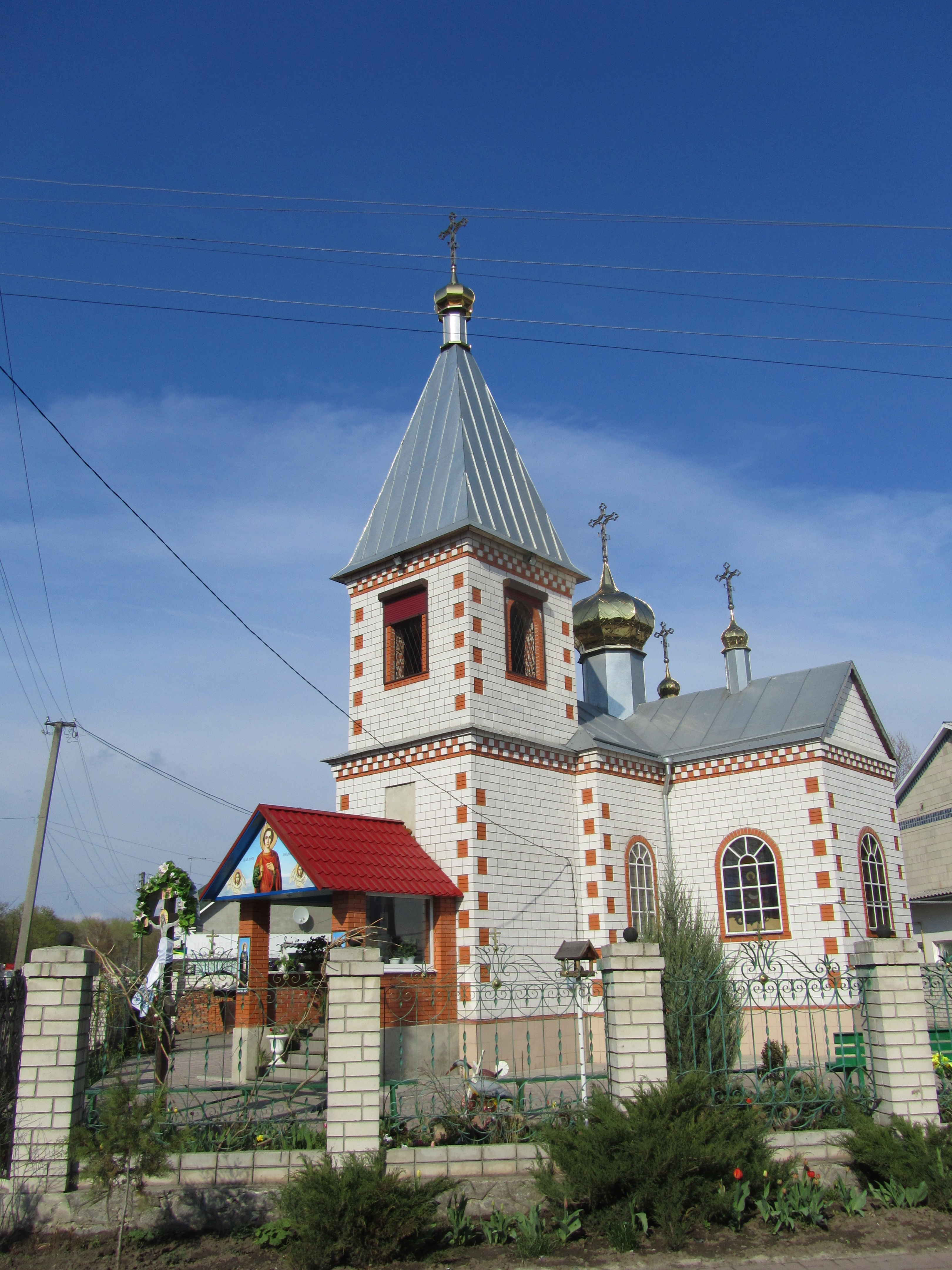
Kirche in Hradysk

Die Mitte des 17. Jahrhunderts gegründete Ortschaft besitzt seit 1957 den Status einer Siedlung städtischen Typs.

## Geographie
Hradysk liegt im Rajon Krementschuk am Nordufer (linken Ufer) des zum Krementschuker Stausee angestauten Dnepr an der Fernstraße N 08 33 km nordwestlich von Krementschuk.
Das Oblastzentrum Poltawa liegt 145 km nordöstlich und das ehemalige Rajonzentrum Hlobyne liegt 28 km nordöstlich von Hradysk.
Am südlichen Ortsrand befindet sich am Ufer des Krementschuker Stausees der Berg Pywycha, ein geologisches und historisches Schutzgebiet.

## Verwaltungsgliederung
Am 12. Juni 2020 wurde die Siedlung zum Zentrum der neugegründeten Siedlungsgemeinde Hradysk (Градизька селищна громада/Hradyska selyschtschna hromada). Zu dieser zählten auch die 27 in der untenstehenden Tabelle aufgelisteten Dörfer, bis dahin bildete sie zusammen mit den Dörfern Hanniwka, Kotljarewske, Lisky und Seredpillja die gleichnamige Siedlungsratsgemeinde Hradysk (Градизька селищна рада/Hradyska selyschtschna rada) im Süden des Rajons Hlobyne.
Am 17. Juli 2020 kam es im Zuge einer großen Rajonsreform zum Anschluss des Rajonsgebietes an den Rajon Krementschuk.
Folgende Orte sind neben dem Hauptort Hradysk Teil der Gemeinde:
| Name                     | Name         | Name                             |
| ukrainisch transkribiert | ukrainisch   | russisch                         |
| ------------------------ | ------------ | -------------------------------- |
| Biloussiwka              | Білоусівка   | Белоусовка (Beloussowka)         |
| Browarky                 | Броварки     | Броварки (Browarki)              |
| Buhajiwka                | Бугаївка     | Бугаевка (Bugajewka)             |
| Hanniwka                 | Ганнівка     | Анновка (Annowka)                |
| Horby                    | Горби        | Горбы (Gorbi)                    |
| Hrynky                   | Гриньки      | Гриньки (Grinki)                 |
| Kahamlyk                 | Кагамлик     | Кагамлык (Kagamlyk)              |
| Kaniwschtschyna          | Канівщина    | Каневщина (Kanewschtschina)      |
| Kotljarewske             | Котляревське | Котляревское (Kotljarewskoje)    |
| Krywa Ruda               | Крива Руда   | Кривая Руда (Kriwaja Ruda)       |
| Kyryjakiwka              | Кирияківка   | Кирияковка (Kirijakowka)         |
| Lisky                    | Лізки        | Лозки (Loski)                    |
| Lypowe                   | Липове       | Липовое (Lipowoje)               |
| Mosolijiwka              | Мозоліївка   | Мозолиевка (Mosolijewka)         |
| Pelechiwschtschyna       | Пелехівщина  | Пелеховщина (Pelechowschtschina) |
| Petraschiwka             | Петрашівка   | Петрашовка (Petraschowka)        |
| Pohreby                  | Погреби      | Погребы (Pogreby)                |
| Pronosiwka               | Пронозівка   | Пронозовка (Pronosowka)          |
| Prozenky                 | Проценки     | Проценки (Prozenki)              |
| Seredpillja              | Середпілля   | Средиполье (Sredipolje)          |
| Schuschwaliwka           | Шушвалівка   | Шушваловка (Schuschwalowka)      |
| Strutyniwka              | Струтинівка  | Струтиновка (Strutinowka)        |
| Swjatyliwka              | Святилівка   | Святиловка (Swjatilowka)         |
| Sydory                   | Сидори       | Сидоры (Sidory)                  |
| Tymoschiwka              | Тимошівка    | Тимошовка (Timoschowka)          |
| Waskiwka                 | Васьківка    | Васьковка (Waskowka)             |
| Wyschenky                | Вишеньки     | Вишенки (Wischenki)              |

## Persönlichkeiten
- Borys Martos (1879–1977), ukrainischer Politiker und Ökonom
- Sonia Delaunay-Terk (1885–1979), russisch-französische Malerin und Designerin
- Oleksandr Bilasch (1931–2003), ukrainischer Komponist